# Soumana Zanguina
Soumana Zanguina (* 1960 in Tahoua; † im Dezember 2020 in Niamey) war ein nigrischer Offizier.

## Leben
Soumana Zanguina besuchte die Grund- und Mittelschule, die er mit einem Baccalauréat verließ. Im Jahr 1979 wurde er Mitglied der Streitkräfte Nigers. Er absolvierte eine militärische Ausbildung in Frankreich: an der Militärschule Saint-Cyr und – als Unterleutnant – an der Infanterieschule in Montpellier, die er 1983 abschloss.
Zanguina wurde im selben Jahr Zugsführer bei der 7. motorisierten Sahara-Kompanie in N’Gourti, deren Kommando er erstmals 1985 interimsmäßig übernahm. Bereits seit 1984 hatte er den Dienstgrad eines Leutnants inne. Er wechselte 1986 zur 2. motorisierten Sahara-Kompagnie in Agadez, arbeitete 1988 im Militärlager Tondibiah als Ausbildner und für kurze Zeit interimsmäßig als dessen Kommandant und wurde im selben Jahr Kommandant der 7. motorisierten Sahara-Kompagnie in N’Gourti. Im Jahr 1990 übernahm Zanguina das Kommando der 2. Fallschirmjäger-Kompanie in Maradi.
Er erhielt 1991 den Rang eines Hauptmanns und wurde Kommandant des Ausbildungslagers der Streitkräfte in Agadez. Im darauffolgenden Jahr wurde er dem Generalstab zugeteilt. Danach war er 1993 als Kommandant der 5. motorisierten Sahara-Kompagnie in Tahoua tätig. Seine nächsten Stationen als Offizier waren ab 1994 das 13. teilstreitkräftegemeinsame Bataillon, 1995 die Verteidigungszone Nr. 2 in Agadez und Anfang 1996 das 22. teilstreitkräftegemeinsame Bataillon. Bei einem Militärputsch am 27. Januar 1996 kam der Offizier Ibrahim Baré Maïnassara an die Macht. Unter dem neuen Staatschef wurde Soumana Zanguina noch 1996 Kommandant des 13. teilstreitkräftegemeinsamen Bataillons und 1997 Kommandant des 12. teilstreitkräftegemeinsamen Bataillons.
Ibrahim Baré Maïnassara kam am 9. April 1999 bei einem Militärputsch unter der Führung von Daouda Malam Wanké ums Leben. In der zwei Tage später unter Wanké eingerichteten Militärjunta, dem aus 14 Offizieren bestehenden Rat der nationalen Versöhnung, bekam Zanguina die Funktion des stellvertretenden Vorsitzenden. Zugleich wurde er Oberstleutnant und als Nachfolger von Moussa Moumouni Djermakoye Chef des Generalstabs der Streitkräfte. Die Junta verfolgte das Ziel, die Rückkehr zu einer zivilen, demokratischen Regierung zu begleiten. Bald wurde Zanguina nachgesagt, Verbindungen zu Offizieren zu unterhalten, die Ibrahim Baré Maïnassara nahestanden. So verlor er am 20. Juli 1999 die Funktion als Chef des Generalstabs an Moumouni Boureima. Er blieb zwar Mitglied des Rats der nationalen Versöhnung, allerdings wurde am 29. Juli 1999 das Amt des stellvertretenden Vorsitzenden abgeschafft. Stattdessen bekam Zanguina den Titel eines Beratenden Ministers beim Vorsitz des Rats der nationalen Versöhnung im Rang eines Staatsministers. Die Junta wurde im Dezember 1999 nach den Präsidentschafts- und Parlamentswahlen von 1999 aufgelöst.
Soumana Zanguina wurde anschließend dem Außenministerium zugeteilt. Nach einem Zwischenspiel als Militärattaché an der Botschaft Nigers in Marokko ab Juni 2002 wurde er im Juli 2002 Militärattaché an der Botschaft Nigers in den Vereinigten Staaten. Dieses Amt übte er bis 2012 aus. Im Jahr 2013 wurde er, inzwischen im Rang eines Obersts, Direktor für strategische Studien im nigrischen Verteidigungsministerium. Er wurde im März 2018 zum technischen Berater von Verteidigungsminister Kalla Moutari ernannt.
Zanguina wurde im Dezember 2018 zusammen mit weiteren Offizieren festgenommen. Ihnen wurde ein versuchter Staatsstreich vorgeworfen. Soumana Zanguina starb im Dezember 2020 während seiner Haftzeit und noch vor einer offiziellen Anklageerhebung im Nationalkrankenhaus Lamordé.

## Ehrungen
- Komtur des Nationalordens Nigers[1]
- Legion of Merit[4]